# 小行星3248
小行星3248（3248 Farinella）是一颗绕太阳运转的小行星，为主小行星带小行星。该小行星于1982年3月21日发现。
該小行星以義大利天文學家保羅·法里內拉命名。

## 轨道参数
小行星3248的轨道半长轴为3.2006598 UA，离心率为0.155。